# 풍암 분지

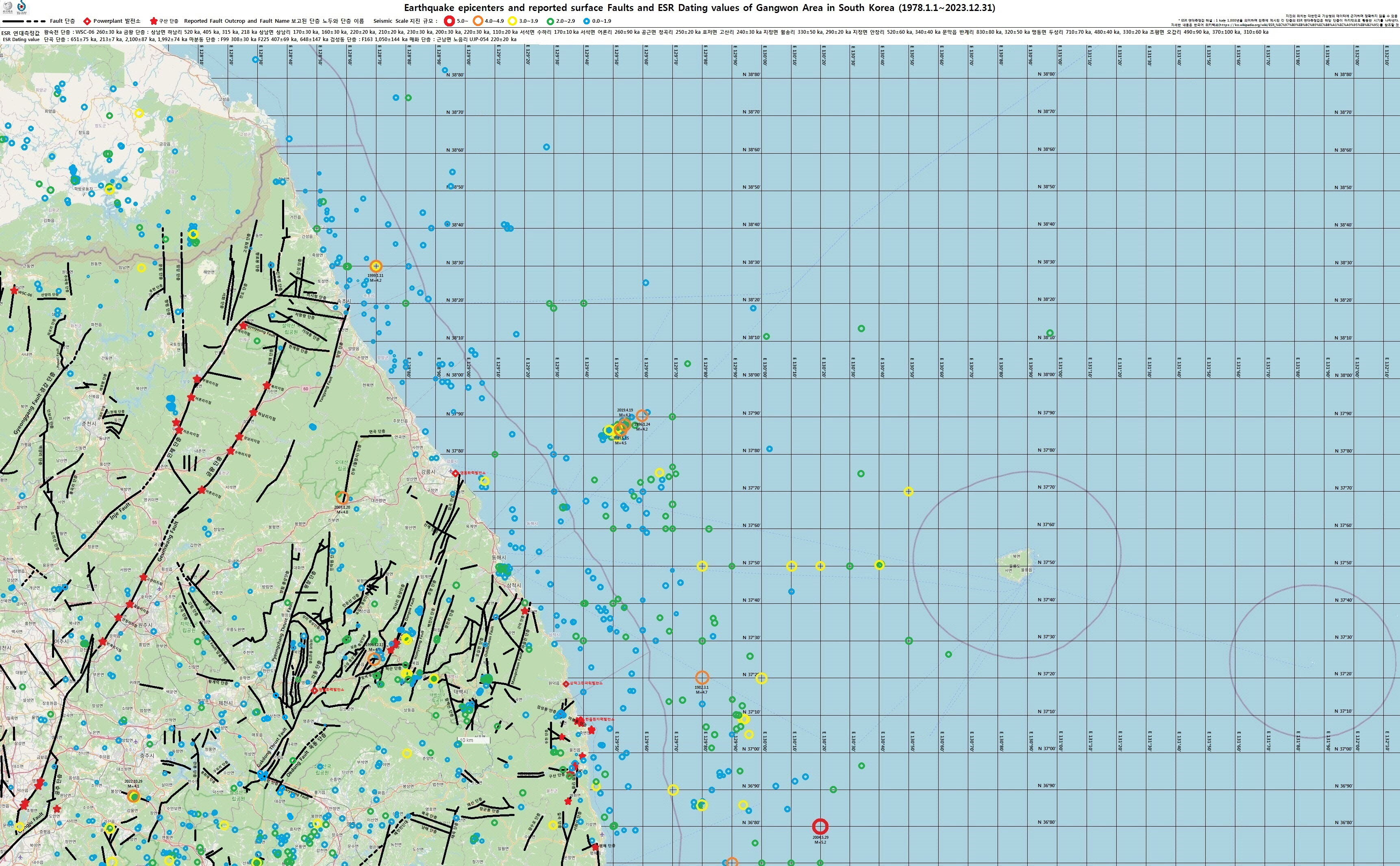
금왕 단층과 풍암 분지

풍암 분지(豊岩盆地, Pung-am Basin)는 강원특별자치도 홍천군 영귀미면 노천리에서 서석면 수하리까지, 금왕 단층을 따라 북동-남서 방향으로 발달한 중생대 백악기의 횡압축성(Transpressional) 단층 분지이다.

## 개요
금왕 단층을 따라 발달하는 인리형 분지 풍암 분지의 폭은 7 km, 길이는 20 km, 면적은 약 140km2, 두께는 300~500 m 정도이다.
풍암 분지 형성 초기에는 단층으로 접촉하고 있는 주변의 기반암과 근원암으로부터 많은 양의 쇄설성 퇴적물을 선상지 환경 하에서 공급받았으나, 나중에는 주변 지역에서의 화산 분출에 의한 화산 쇄설물의 추가 공급으로 호성과 선상지 환경 하에 두꺼운 퇴적층이 축적된 것으로 해석된다.
이희권(1998)은 구조지질학적 연구로 풍암 분지의 남서부는 금왕 단층의 압축형 주향이동 운동, 북동부는 인장형 주향이동 운동 하에서 발달하였다고 설명했다. 금왕 단층의 기하학적 형태를 분석한 결과 풍암 분지는 금왕 단층이 주향 이동 운동을 할 때 기반암 부분이 상승하고 분지를 포함한 지괴가 하강함으로서 형성된 일종의 횡압축 분지로 해석되었다.

## 지질
풍암 분지 내에는 중생대 백악기 퇴적암 지층이 분포한다.
풍암 및 갑천 지질도폭(1972, 1989)에 의하면 이 퇴적암은 역암, 알코스질사암, 이암, 자색의 셰일과 사암, 화산쇄설암 등으로 구성되며 녹회색의 사암과 셰일이 협재된다. 퇴적암 지층의 주향과 경사는 곳에 따라 차이가 심하며 정단층, 습곡, 절리 등의 구조를 포함하여 퇴적층의 분포가 단속적이고 심하게 변형되어 있다.
김영화와 장승익(1998)은 풍암 분지 내 시험 시추공에서 코어를 시추하고 시추공의 64~124 m 구간에 걸쳐 코어 관찰을 실시하여 11개 암상군―적색/녹색 실트스톤, 적색 사질/역질실트스톤, 회녹색 역질실트스톤, 적/갈/녹회색 역암, 석영장석질반암, 각력암, 파쇄대―으로 분류하였다. 여기서 조립 및 세립질퇴적암과 화강편마암의 물성반응이 현저하여 검층(檢層) 해석에서 열쇠층의 역할을 할 수 있는 것으로 나타났다.

## 연구
김기영과 김현규(1996)은 고해상도 반사파 조사에 필요한 기초 자료를 수집하기 위해 풍암 분지 퇴적암의 지진파 속도를 파악하였다. 홍천군 서석면 어론리 산기슭의 시추공에서 지진파를 발생시킨 결과 P파는 초속 3.4~6.9 km로 입자가 크고 균열이 심한 곳에서 속도가 감소하며 S파는 초속 1.5~3.0 km 정도이다. 지진파 속도를 이용하여 산출한 푸아송 비는 0.29~0.44 정도로 대체로 입자가 작을수록 증가하는 경향을 보인다.
김현규와 김기영(1998)은 풍암 분지 경계에서 고해상도 반사파 탐사(High-resolution seismic survey)를 이용하여 암석 간 경계와 분지의 지하 구조를 규명하였다. 그 결과 퇴적암과 그 기반암인 편마암 경계에 있는 폭 30 m의 파쇄대와 퇴적암 내의 수많은 단층들 그리고 꽃구조(flower structure)로 추정되는 구조가 인지되었다. 퇴적암 지층의 두께는 350~400 m에 이르는 것으로 해석된다.
김기영과 허식(1999)은 이 탄성파 자료를 층서학적 측면에서 재해석하고 지표지질 및 구조연구 결과와 비교하여 분지 경계의 지층 특성을 규명하였다. 그 결과 분지의 경계 단층과 부정합면, 편마암과 퇴적암 사이의 단층파쇄대 그리고 퇴적층과 기반암까지 발달한 다수의 정단층을 인지하였고 지층을 젊은 것부터 차례로 I, II, III 3개 층군으로 구분하였다. 이로부터 풍암 분지는 주향 이동 단층에 의해 분지가 형성되었고 분지 형성 초기부터 이 일대에 장력이 작용하였으며 단층대를 따라 횡인장 운동에 의해 정단층들이 분지 경계 부근에 발달한 것으로 보인다.
김기영과 허식(1999)은 풍암 분지 중부 홍천군 서석면 어론리에서 탄성파 조사를 실시하고 단면상에서 분지의 경계 단층, 침식 부정합면, 관입암체를 인지하였으며 탄성파 조사 결과와 야외 지질조사를 종합해 지층을 젊은 것부터 차례로 I, II, III, IV, V 5개 층군으로 구분하였다. 이 지역은 분지 형성 초기부터 장력이 작용하여 퇴적암 내에 많은 정단층이 발달하여 있으며 퇴적암과 화강암의 경계가 단층에 의해 수직적으로 구분되고 화강암의 관입으로 도처에 파쇄대와 단층이 발달한다.
박용희와 도성재(2004)는 풍암 분지의 퇴적암에 대한 고지자기 및 암석자기 연구를 수행하였고, 재자화 방향으로부터 계산한 고지자기극의 위치(214.3°E, 81.6°N, A95=7.4°)는 한반도에서 보고된 백악기 후기와 제3기의 고지자기극의 위치와 가깝다고 보고하였다.
김기영과 홍명호(2006)에 의하면 풍암 분지 내 시추공에서 탄성파 조사를 실시한 결과 사암 및 이암층에 협재된 역암으로 추정되는 매우 단단한 암석층이 존재하며 시추공 주변 조사 범위 내에서 대규모 파쇄대나 단층이 존재한다는 증거는 발견되지 않았다.
최승찬 외(2024)는 풍암 분지에 중력장과 자기장 분포를 조사하였고, 이를 근거로 금왕 단층은 좌측부가 남동쪽으로 이동한 좌수향 주향 이동 단층이며 중력장과 자기장 분포에 근거해 금왕 단층의 변위를 약 9.3 km 으로 계산하였다. 금왕 단층의 평균 깊이는 약 1,000 m이며 풍암 분지 남서쪽이 북동쪽과 비교해 약 700 m 정도 더 깊을 것으로 판단하였다. 이는 금왕 단층이 주향 이동 뿐만 아니라 경사 방향으로 움직였다는 것으로 해석되며 단층경계 함몰(fault margin sag)에 의한 분지 형성에 기여한 것으로 판단하였다.

## 같이 보기
- 한국의 지질
- 금왕 단층
- 홍천군의 지질
- 음성 분지
- 공주 분지
- 영동 분지
- 포항 분지
- 와읍 분지
- 정자 분지